# 西拉米·苏瓦迪
西拉米·苏瓦迪（皇家轉寫：Sirat Suwadi，1971年12月9日—），前任泰国王储妃，於2014年底被瓦集拉隆功王儲（現任泰王拉瑪十世）廢黜，並罷為庶人。

## 名稱
西拉米為妃時名為蒙·西拉米（หม่อมศรีรัศมิ์），加上王室姓氏玛希敦·纳阿育他耶（มหิดล ณ อยุธยา）。「蒙」（ Mom）在泰文中是「王妃」之意。她的正式名字和头衔是蒙西拉米·玛希敦·纳阿育他耶王储妃（ Phrachaoworawongther Phra-ongchao Srirasmi Phraworachaya nai Somdej Phraborom Orasathiraj Siammakut Rajakuman）。
2014年被廢黜後，西拉米被剝奪王室頭銜並逐出王室。但她仍舊持有五世王勳章，因此按照慣例，她持有「探普英」（Than Phu Ying）的頭銜。

## 生平
西拉米出生于泰国夜功府，從母親方得到孟族血統，是Aphirut (อภิรุจ)和Wanthanee（วันทนีย์）夫妇的第三个孩子。她有4个兄弟姐妹。1993年入读曼谷商业学院。后成为瓦集拉隆功的女侍官（lady-in-waiting），1997年进入素可泰·探玛提勒开放大学（Sukhothai Thammathirat Open University）进修，2002年毕业，获得1个管理科学系学士学位，哇集拉隆功亲自授予她文凭。2007年，她从泰国农业大学获得家政学文科硕士学位。

### 婚姻和家庭
2001年2月10日她開始和瓦集拉隆功太子在暖武里府王宫同居，但消息没有走漏。
2005年2月14日的情人节，官方宣称西拉米怀孕，4月29日，西拉米透过剖腹产在西里拉吉医院生下儿子提帮功王子，儿子出生后，这对夫妇正式结婚。由于王子诞生，她在2005年4月28日被普密蓬·阿杜德国王授于皇家头衔，正式皇家礼仪上称Phra Ratchaphithi Somphot Duan Lae Khuen Phra U，2005年6月17日庆祝这个婴孩的满月在曼谷皇宫举行盛大的宴会。
2009年她奉太子指示，赤裸上胸，只穿着一條丁字裤，跳著艷舞，前后由几名打扮體面的仆人照料著，一起庆祝哇集拉隆功的贵宾犬“空军大元帅福福”的生日。该影片的一部分于2010年4月13日在澳大利亚政府ABC电视频道的“外国记者”节目上播出，作为批评泰王室的半小时纪录片的一部分。，並被製成DVD在曼谷街頭販售。英國《每日郵報》刊出王妃半裸影片報導后，該網站立即遭泰國當局封鎖，有泰國網友向《每日郵報》反映無法連上該站。
2014年泰國政變後，上台的軍政府指控王储妃家族涉貪，以貪污等罪名緝捕調查局前局長等22官員，其中7人是王妃近親，包括她的3名兄弟。瓦集拉隆功太子也下令取消王储妃全族的王室賜姓。
《每日郵報》指，王储與夫人在泰國內形象不佳，許多泰國人都希望王儲就留在德國，不要回泰國，並由王次女诗琳通公主繼位泰國女王，外界認為當了42年王儲的瓦集拉隆功在此時與西拉米離異，是為了挽回形象，為接任王位做準備。
西拉米被廢黜後，她的父親Apiruj Suwadee和母親Wanthanee被指控大不敬罪，被捕。她的父母後來承認在12年前濫用王室關係，偽造了前鄰居的欺詐指控致使其被判入獄。二人均被判處五年監禁，後減刑至兩年半。西拉米此后长期被软禁在泰国中西部叻武里府的一间寺廟，并削发成为八戒女，在寺庙过着念經種菜的清淡生活。

## 外部連結
- The Government Public Relations Department | Grand Celebrations for the Birth[永久]
- Simplicity, warmth win hearts
- Mom Srirasmi: Ascending to new royal title
- Home Is Where The Heart Is